# Lake Murray of Richland
Lake Murray of Richland es un lugar designado por el censo ubicado en el Condado de Richland en el estado estadounidense de Carolina del Sur. La ciudad en el año 2000 tiene una población de 3.526 habitantes en una superficie de 22.9 km², con una densidad poblacional de 236.7 personas por km². 

## Geografía
Lake Murray of Richland se encuentra ubicado en las coordenadas 34°7′20″N 81°15′44″O / 34.12222, -81.26222. Según la Oficina del Censo, la ciudad tiene un área total de 22,9 km² (8,8 mi²), de la cual 18,3 km² (7,1 mi²) es tierra y 8 km² (3,1 mi²) (34.81%) es agua.

### Localidades adyacentes
El siguiente diagrama muestra a las localidades en un radio de 16 kilómetros (9,9 mi) de Lake Murray of Richland.

## Demografía
En el 2000 la renta per cápita promedia del hogar era de $73.875, y el ingreso promedio para una familia era de $90.753. El ingreso per cápita para la localidad era de $35.083. En 2000 los hombres tenían un ingreso per cápita de $66.838 contra $36.406 para las mujeres. Alrededor del 1.60% de la población estaba bajo el umbral de pobreza nacional. 